# شوكران (سيدي يحيى زعير)
شوكران هي إحدى مشيخات المملكة المغربية، تتبع جغرافيا لعمالة الصخيرات تمارة وإداريًا لسيدي يحيى زعير. يقدر عدد سكانها بـ 1882 نسمة حسب الإحصاء الرسمي للسكان والسكنى لسنة 2004.